# シノン
シノン（Chinon）は、フランス中部のサントル＝ヴァル・ド・ロワール地域圏のアンドル＝エ＝ロワール県に位置するコミューンである。かつての州トゥーレーヌを庭に見立て、シノンは別名『フランス庭園の名花』（La fleur du jardin de la France）と呼ばれる。

## 地理

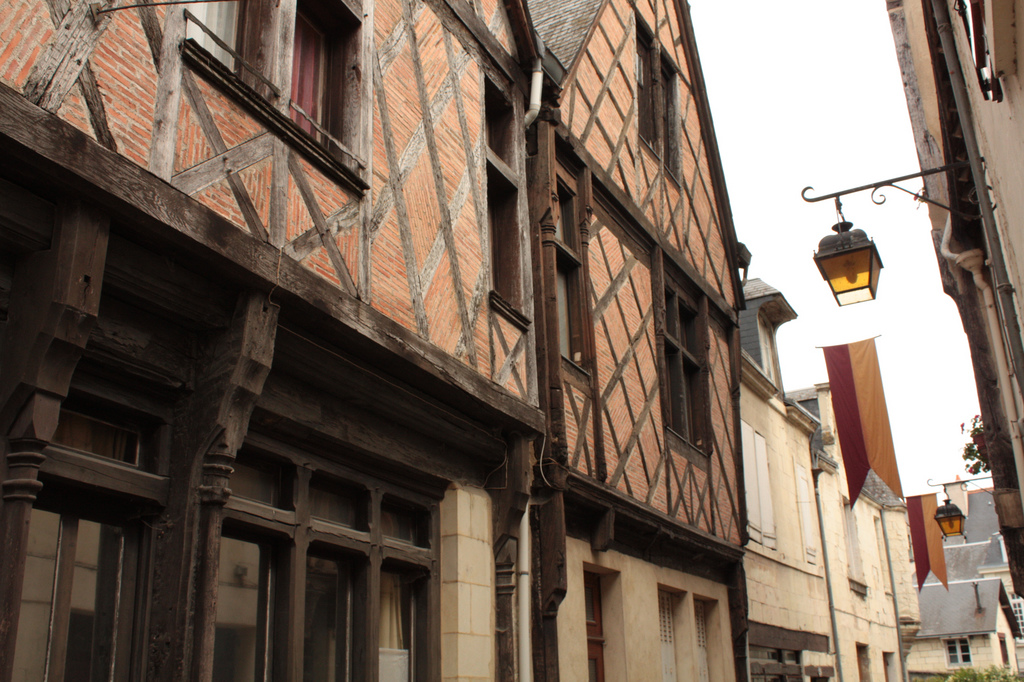
市街の街並み

シノンは、トゥールの南西約47kmのところにある。ヴィエンヌ川に面した丘の斜面に市街が築かれ、旧市街は小さな通りで構成されている。一方で住宅地区のウシュローユ地区は盆地にあり、さらに暮らしやすい。
コミューン域は非常に広い。旧市街を発つと、住宅地区は分散している。シノンは、ロワール＝アンジュー＝トゥーレーヌ自然公園の中心地にある。この公園はアゼ＝ル＝リドーの広い森林を境界としており、かつてはアゼ＝ル＝リドー城も含まれていた。
シノンに近接するシノネ地方は、ナテュラ2000（Natura2000）に登録された自然保護区となっている。ここは地中海性の動植物の生息地となっている。

## 気候
シノンは海洋性気候である。冬は寒く降雨量が多い。夏は暑く乾燥し、嵐がたびたび起きる。しかしトゥールの気候よりは幾分穏やかである。

## 歴史
ヴィエンヌ川を見下ろすシノン台地の突出部は、川の流れに触れるほどの距離である。ローマ時代以降、この突出部に城壁が築かれ、数世紀に渡って混乱と悲劇の歴史を刻んできた。845年、ヴァイキングのハースティングがシノンを掠奪した。防衛設備を築くにあたり、3人の王の名が残された。イングランド王ヘンリー2世とリチャード1世、そしてフランス王フィリップ2世である。
1205年、8ヶ月に及ぶ包囲戦の後、シノンはプランタジネット家領内の最後に降伏した地となった。
1321年8月27日、井戸に毒を入れたとして160人のユダヤ人が告発され、その一部は生きたまま火炙りにされた（血の中傷）。
シャルル7世とともにシノンの歴史が始まった。百年戦争中のフランスは非常に困難な状況にあった。ヘンリー6世は『ブリテン王』と自称していたが、当時のシャルル7世は『ブールジュの王』でしかなかったのである。1427年冬、シャルル7世はシノン城で宮廷を開いた。翌年、シャルル7世はフランス中央部と南部を再び支配下においた。国家はイングランドからの攻撃からオルレアンを守るため、40万リーヴルを支払った。
1450年まで、シノンに宮廷の中枢が置かれた。しかし1498年、ルイ12世がシノン城で教皇使節のチェーザレ・ボルジアを迎えた際、城は歴史の舞台となった。ボルジアはルイ12世の離婚に関する教書を携えてきたのである。
ルイ12世は14歳の時、ルイ11世の次女ジャンヌ・ド・フランスを妃に迎えていた。こぶが2つあり、股関節痛持ちで、サルのような容姿をしていたと言われるジャンヌとの23年間の結婚生活では、子供はできなかった。義弟シャルル8世が亡くなり、即位したルイ12世はジャンヌと近親婚を理由に彼女との結婚を無効とした。そしてブルターニュ女公アンヌ・ド・ブルターニュと再婚した。
シノン城はリシュリューの一族がフランス革命まで所有したが、ひどい状態で放置されていた。

## 経済
シノン経済の躍進は、近接するコミューンのアヴォワヌにできた、シノン原子力発電所の存在が大きい。

## シノンAOC
近年、シノンワインが認知され始めている。ヴィエンヌ川の堤防に開墾された土地で栽培され、観光客に開放されている。品種はカベルネ・フランである。

## 姉妹都市
- ホーフハイム・アム・タウナス、ドイツ
- ティヴァートン、イギリス

## 関係者
出身者
- フランソワ・ラブレー - 作家
- ジェラール・スゼー - バリトン歌手。シノンで育った。

ゆかりある人物
- ジャンヌ・ダルク - シノン城を参照。

## 関係項目
- 映画：最高の花婿シリーズ